# Phtheochroa rugosana
Phtheochroa rugosana là một small bướm đêm thuộc họ Tortricidae.
Nó được tìm thấy ở miền tây châu Âu (bán đảo Iberian, Pháp và British Isles) phía đông đến the Benelux, Thụy Sĩ và Ý, và further across Balkan và Hungary tới Tiểu Á và Armenia. It also occurs ở Maghreb (có thể excluding Tunisia) và on quần đảo Canaria. 
Sải cánh dài 18–23 mm. Con trưởng thành bay từ tháng 5 đến tháng 7. There is one generation per year.
Sâu bướm ăn các loài Red Bryony (Bryonia dioica) và probably also Squirting Cucumber (Ecballium elaterium). More unusually, they have been recorded eating rotting wood.

## Synonyms
Obsolete danh pháp khoa họcs for this species are:
- Tortrix rugosana Hübner, [1799]
- Commophila rugosana (Hübner, [1799])
- Phalaena v-albana Donovan, 1806
- Phalonia albana Kennel, 1913

## Hình ảnh

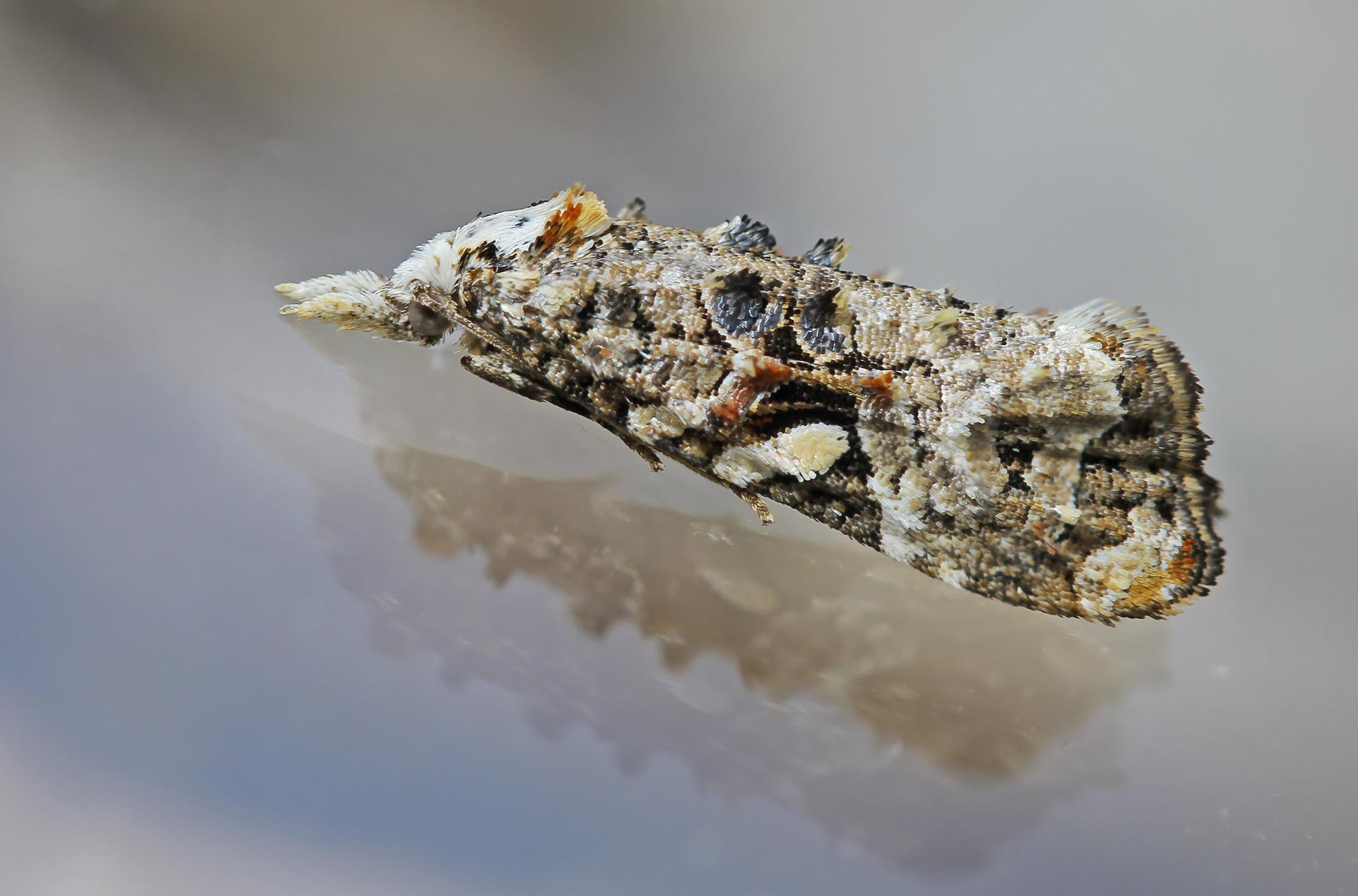